# Antej Farac
Antej Farac (auch bekannt als Tito Lee, * 1972  in Jugoslawien) ist ein in der Schweiz wohnhafter, deutscher interdisziplinärer Künstler, Filmregisseur, Musiker und DJ.

## Leben
Er besuchte die Filmakademie in Sarajevo sowie die Kunstakademie (Abt. Graphik & Design). 1994 wechselte er an die Hochschule für Fernsehen und Film München, wo er auch seine Studien als Regisseur abschloss. In seiner Münchner Zeit arbeitete er als dramaturgischer Berater und realisierte mehrere Filmprojekte, arbeitete als Regisseur und Editor für verschiedene Musik- und Werbeclips und produzierte über 200 Trailer für Kino- und TV-Produktionen. Neben seiner Filmtätigkeit, ist er als DJ und Musiker unter dem Namen Tito Lee in der Clubszene bekannt.
Antej Farac ist verheiratet und lebt im schweizerischen Biel, wo er 2006 die Agentur und Filmproduktion „el Patrol art+advertising GmbH“ mitbegründete.

## Werke
Sein Durchbruch als Regisseur gelang ihm mit dem Film Annelie (2012), der als erster Schweizer Kinofilm im Wettbewerb des größten asiatischen Festivals, dem Busan International Film Festival lief und nach zahlreichen weiteren Festivals weltweit 2013 am Internationalen Filmfestival Locarno gezeigt wurde. Der Film Annelie ist Teil des multimedialen Gesamtkunstwerkes „Hotel Annelie“ über ein heruntergekommenes Hotel in München, das als Obdachlosenheim dient.

### Performance
Aufmerksamkeit als interdisziplinärer Künstler erhielt er mit dem Projekt „Karpati Turist“ (später „Electric Lounge Orchestra“), wo in einer Multimedia Installation mit 33 Plattenspielern das DJing auf eine Metaebene gehoben wird.

### Filmografie
- 2012 Annelie, Spielfilm, 111 min., Regie[4]
- 2006–2008 Death of Techno, Spielfilm, 117 min., Regie[5]
- 2008 Mixuga, Dokumentarfilm, 85 min., Produzent[6]
- 2004 Biel-Bienne, Doku, Regie, BR
- 2003 Beamte in Sattel, Doku, 45 min., Regie, BR
- 2002 Sipan - ein vergessenes Juwel, Doku, Regie, BR
- 2002 Elektro, semi-Doku, 45 min., Regie, HFF Diplomfilm
- 1998 Blitz, Spielfilm, 6 min., 35 mm, Regie - Kamera: Michael Ballhaus
- 1998 Westend, Spielfilm, 12 min., 35 mm, Regie
- 1997 Piranhas, Spielfilm, 6 min., 35 mm, Regie
- 1996 Captain Cosmo, Spielfilm, super 16 mm, Co-Regie
- 1994 Rückkopplung, Spielfilm, 35 mm, Regie

### TV, Werbung, Musikclips und Promotion
- DF1: Imagespots / Konzept & Realisation
- CINE ACTION: „Sie lieben - wir auch“ / Sender-Kampagne (5 Clips) / Konzept & Realisation
- Media Markt: „Hochhaus“ /  Konzept & Regie
- Saturn: „Zukunft passiert“ / Konzept & Regie - Cannes 98 Official competition
- MTV: „Zeit“ / Sender-Jingle / Regie
- BLUE CHANNEL & Beate-Uhse.TV: Erotiksender Kampagnen / Konzept & Realisation
- Kirch Media: Diverse Imageclips - u. a. Eröffnungsfilm der Cannes TV Messe 1999
- PREMIERE: Diverse Imagespots